# Timothée de Moscou
Timothée (né Tikhon Ivanovitch Chtcherbatski, russe : Тихон Иванович Щербацкий ; 1698 - 29 avril 1767) fut métropolite de Moscou de 1757 à 1767.